# Dioon
Dioon Lindl. è un genere di cicadi della famiglia delle Zamiaceae.
Il nome del genere (dal greco διωον=doppio uovo), che fa riferimento alla coppia di ovuli di cui sono dotate le squame ovulifere, fu coniato dal botanico inglese John Lindley.

## Descrizione
Sono piante dioiche a portamento arbustivo con fusto cilindrico.
Le foglie, disposte a corona all'apice del fusto, sono pinnate, distribuite a spirale, con foglioline non articolate e prive di venatura centrale. Quelle inferiori sono spesso ridotte a spine. 

## Distribuzione e habitat
Il genere è nativo di Messico, Honduras e Nicaragua. 

## Tassonomia
Se ne conoscono 14 specie:
- Dioon angustifolium Miq.
- Dioon argenteum T.J. Greg, Chemnick, S. Salas-Mor. & Vovides
- Dioon califanoi De Luca & Sabato
- Dioon caputoi De Luca, Sabato & Vázq. Torres
- Dioon edule Lindl.
- Dioon holmgrenii De Luca, Sabato & Vázq. Torres
- Dioon mejiae Standl. & L.O. Williams
- Dioon merolae De Luca, Sabato & Vázq. Torres
- Dioon purpusii Rose
- Dioon rzedowskii De Luca, A. Moretti, Sabato & Vázq. Torres
- Dioon sonorense (De Luca, Sabato & Vázq. Torres) Chemnick, T.J. Greg. & S. Salas-Mor.
- Dioon spinulosum Dyer & Eichler
- Dioon stevensonii Nicolalde-Morejón & Vovides
- Dioon tomasellii De Luca, Sabato & Vázq. Torres